# Banda de Música de Loureiro
Banda de Música de Loureiro é uma banda filarmónica da freguesia de Loureiro, Oliveira de Azeméis. Foi fundada em 1899.
Tem sede na Quinta do Barão, em Loureiro. 

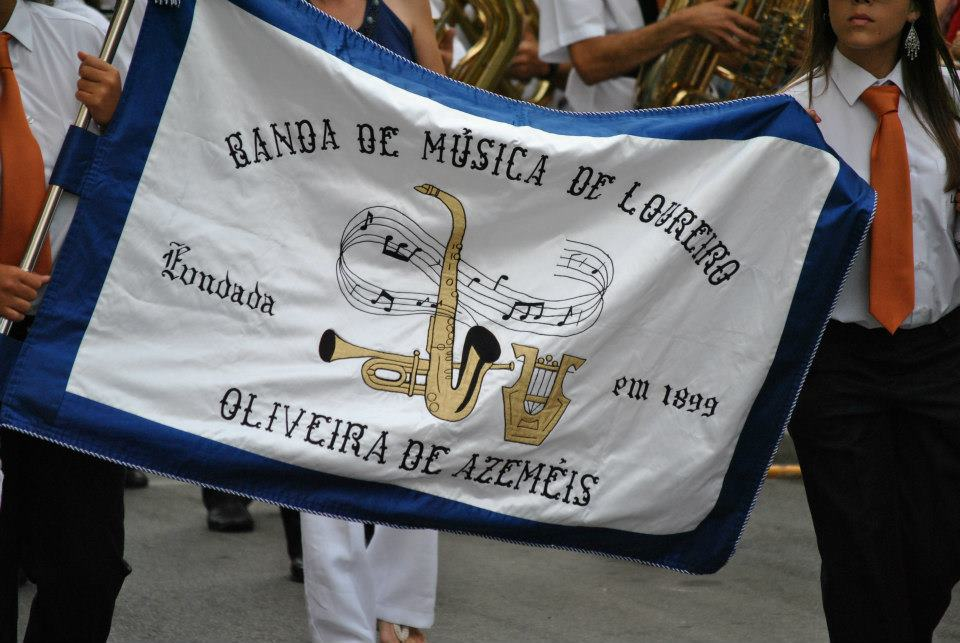

## História
A Banda de Música de Loureiro foi baptizada, aquando do seu aparecimento em 1899, com o nome de Harmonia Loureirense, nome confirmado pelos 22 elementos fundadores por escritura pública de 13 de Junho de 1901. O primeiro maestro foi José Maria Valente de Almeida (Pedro) de Pardilhó e o primeiro presidente foi Joaquim Pereira Rainho.

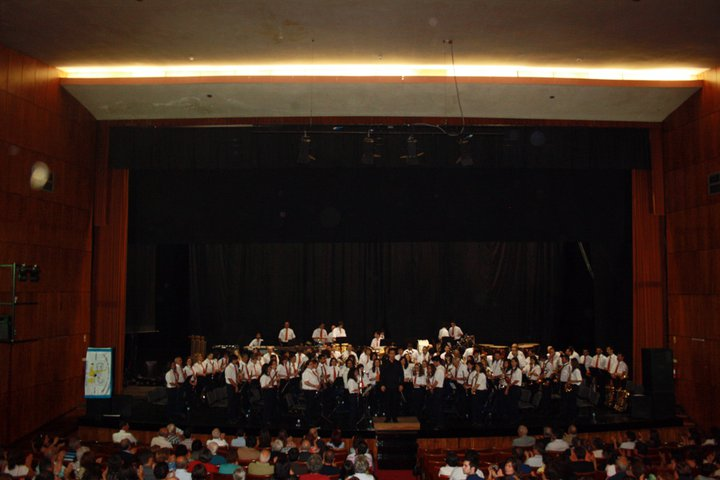

Os últimos 20 anos marcam definitivamente a história da Banda de Música de Loureiro. Durante este período teve como responsáveis artísticos os maestros Prof. António Moreira Jorge e Prof. José Pedro Figueiredo, tendo este a particularidade de ser natural de Loureiro, de ter iniciado os seus estudos musicais na Banda de Música de Loureiro e de ser um dos responsáveis pela criação e existência da escola da banda tal como conhecemos hoje. A criação da Escola Banda de Música de Loureiro, permitiu aumentar a qualidade e a quantidade dos executantes e, como consequência, o nível artístico da banda. Foi também durante este período que se abriram as portas da internacionalização, com deslocações a Espanha, Venezuela e Estados Unidos da América.

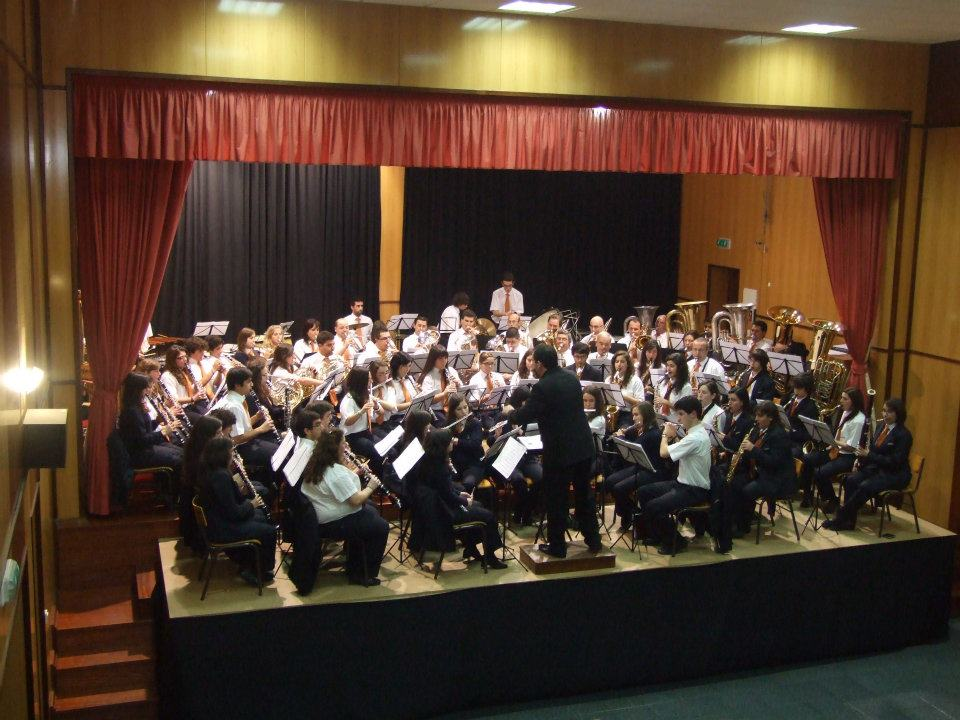

O reconhecimento pelas entidades oficiais do papel de agente cultural e educativo, está patente na atribuição, por unanimidade, da medalha de ouro de Honra e Mérito pela Assembleia de Freguesia de Loureiro; na classificação de “projecto de interesse cultural” e, por isso, ao abrigo da lei do Mecenato (por parte do Ministério da Cultura) e, desde Abril de 2012, por despacho da Secretaria de Estado da Presidência do Conselho de Ministros, da DECLARAÇÃO DE INSTITUIÇÃO DE UTILIDADE PUBLICA.

## Actualmente

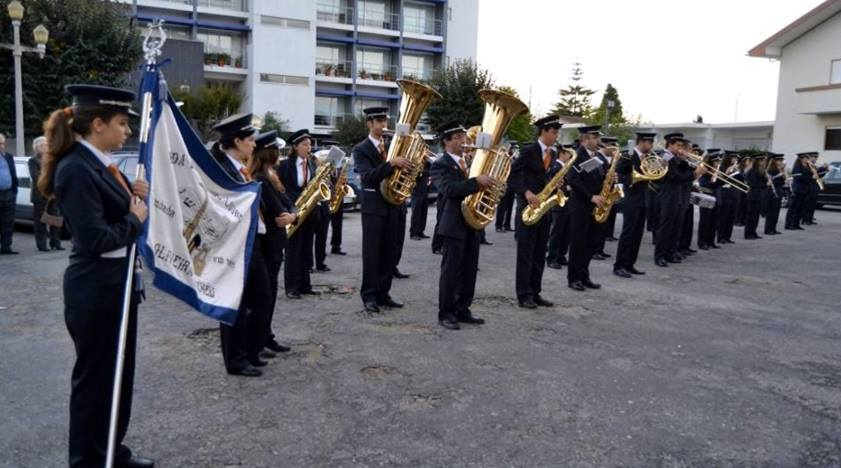

A Banda de Música de Loureiro conta com cerca de setenta executantes, alguns deles músicos profissionais que iniciaram os seus estudos na Escola da Banda, mas é fundamentalmente constituída por músicos amadores. É uma instituição que tem como objectivo o ensino, a preservação e a divulgação da música filarmónica.
A par da sua vertente filarmónica, a Banda de Música de Loureiro sempre levou a cabo diversas iniciativas, consideradas inovadoras, tais como: concertos com a escola de dança Meia Ponta, onde a “banda sonora” de todo o espetáculo é tocada ao vivo; concertos com a participação de grupos corais e orfeões; concertos didáticos e interativos para crianças (BEMOL, A História de uma Tuba) e adultos (Dentro da Banda – concerto onde os espectadores estavam no palco, sentados ao lado dos músicos), concertos temáticos, etc. Realiza diversos intercâmbios e estágios de músicos e maestros e, na sua história, conta com a gravação de três CD’s.

## Maestro
Álvaro PintoI
Nasceu no Porto em 1975.

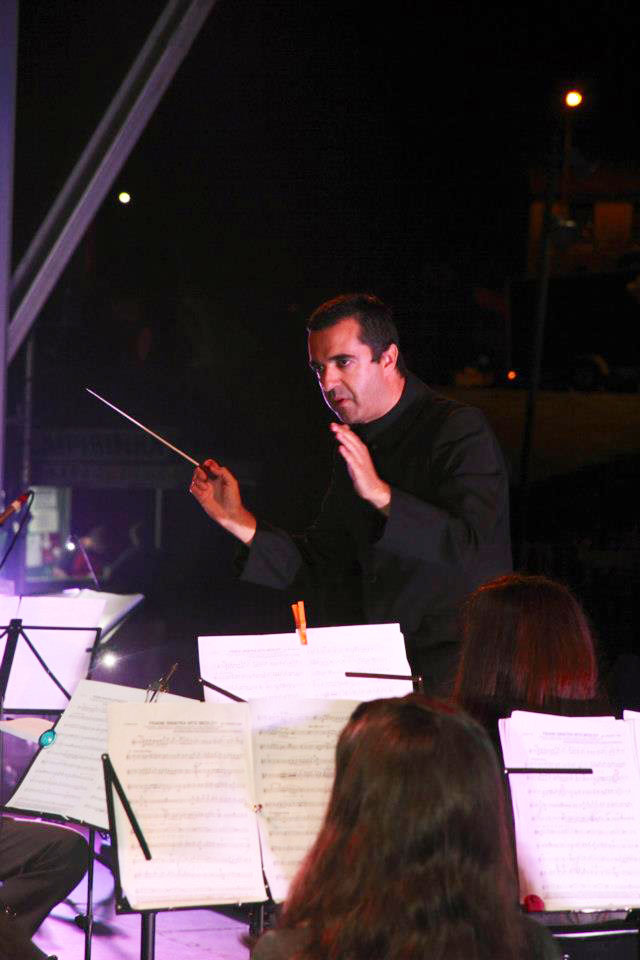
Álvaro Pinto

Iniciou os seus estudos musicais aos 14 anos de idade na Escola da Banda de Música dos S.T.C.P. (Servico de Transportes Colectivos do Porto).
Em 1990 ingressou no Conservatório de Música do Porto na classe do Prof. Fernando Baptista com quem concluiu o 8º grau.
Em 1997 ingressou na Escola Superior de Música e Artes do Espectáculo (ESMAE) do Porto onde frequenta a classe do Prof. Emidio Coutinho no 1º e 2º Anos; Terminou a Licenciatura em 2003 na classe do Prof. Jon Etterbeek e Severo Martinez (prof. assistente).
Concluiu a Profissionalização em Serviço pela Universidade de Aveiro em 2009.
Pertenceu como elemento contratado à Banda Tipo A da Região Militar do Norte (Exército) de Outubro de 1994 a Dezembro de 2000.
Já trabalhou com a Orquestra Nacional do Porto, Orquestra Clássica da Madeira, Orquestra Sinfonieta, Filarmonia das Beiras, Orquestra do Norte, Sinfónica das Escolas de Música (1993), Orquestra de Câmara Musicare, Orquestra de Câmara de Braga, Orquestra de Câmara de Pedroso, Orquestra do Centro (Coimbra), Orquestra Sinfónica da Povoa do Varzim, Grupo Música Nova e Grupo de Metais do Porto.
Participou em Masterclasses com os Trombonistas: Joseph Alessi, Benny Sluchin, Idalecio Manrique, Emidio Coutinho, Esmael Santos, Jonathan Pippen, Simon Cowen, Carlos Reinaldo Guerreiro, Ricardo Casero; no Workshop de Big Band dirigido por Cecil Bridgwater.
Frequentou Cursos de Direção de Orquestra de Sopros com os Maestros Alberto Roque e Délio Gonçalves. Atualmente frequenta o Curso de Direção na Academia Portuguesa de Banda com o maestro Paulo Martins.
Orientou os IX, X e XI Cursos Regionais de Aperfeiçoamento, Trombone, INATEL- Delegação de Leiria e Masterclasse de Trombone no Conservatório Regional de Música de Vila Real.
Com a Orquestra Jazz de Matosinhos já tocou com solistas nacionais e internacionais, nomeadamente, Conrad Herwig, Bob Berg, Ingrid Jensen, Mark Turner, Steve Swalow, Rich Perry, Chris Cheek, Lee Konitz, Ohad Talmor, Jason Moran, John Riley, Nick Marchione, Joshua Redman, Jacob Sacks, Andy Shepard, Maria Schneider, Maria Rita, Jim Mcneely, Dee Dee Bridgewater, Perico Sambeat, Mário Laginha, André Fernandes, Kurt Rosenwinkel, Maria João, Carla Bley, João Paulo Esteves da Silva, Mayra Andrade, Darcy James Argue, Frank Vaganée, Steve Berstein, Pierre Bertrand, Guillermo Klein, Florian Ross, Julian Argüelles, Manuela Azevedo, entre outros.
Desempenhou de 2001 a 2006 o cargo de Director Pedagógico no Conservatório de Música de Águeda.
Desempenhou o cargo de Maestro Adjunto da Banda de Música da Associação Recreativa e Musical “Amigos da Branca” (ARMAB) de Setembro de 2005 a Setembro de 2009.
Desempenhou o cargo de Maestro da Banda da Associação Filarmónica de Arganil – Coimbra de Setembro de 2009 a Setembro de 2013.
É Maestro da Banda de Música de Loureiro – Oliveira de Azeméis desde Outubro de 2013.
Actualmente lecciona a classe de trombone nos Conservatórios de Música de Coimbra e Jobra (Curso Profissional).
É elemento efectivo da Orquestra Jazz de Matosinhos.

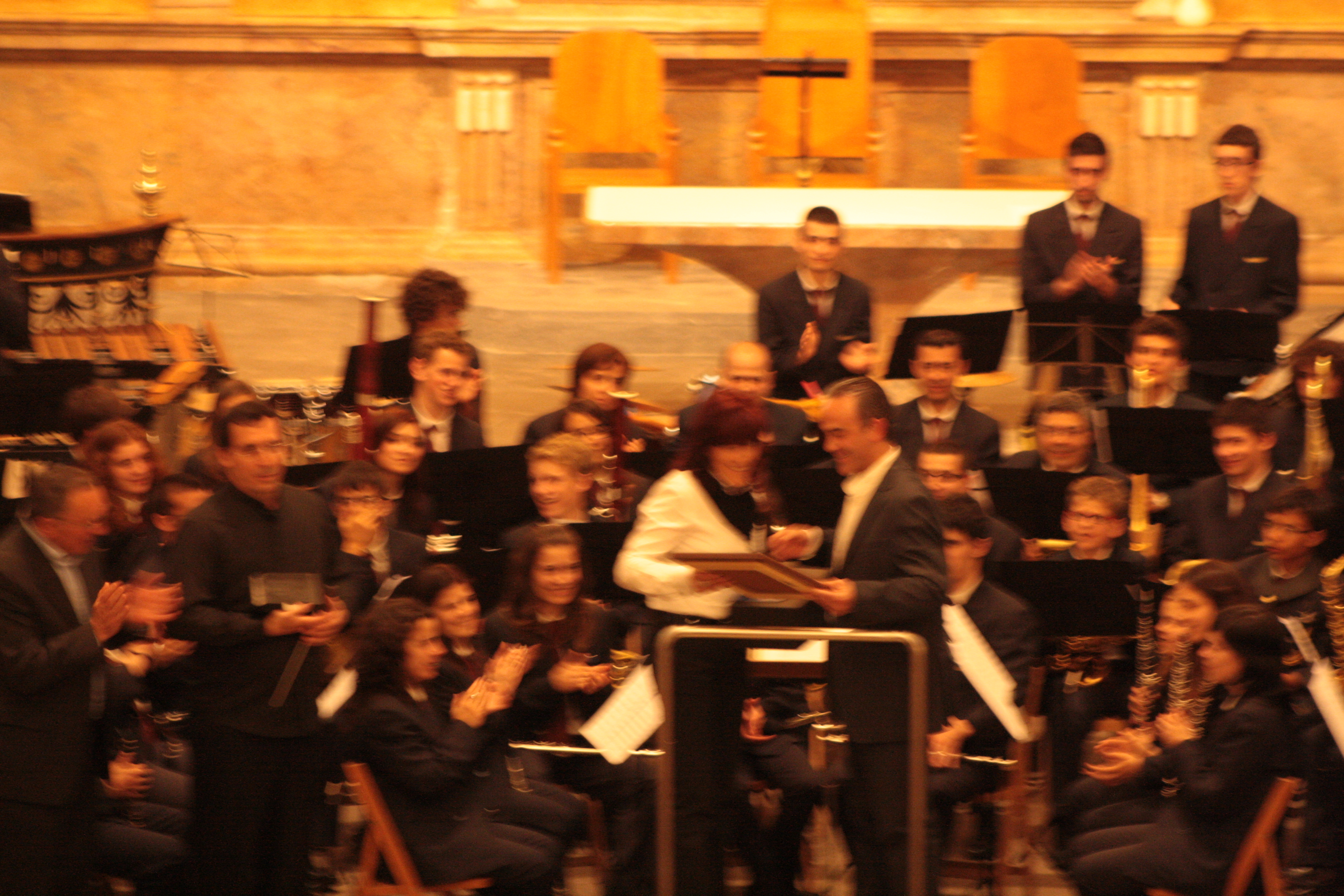
24 de Abril de 2010, "Elgoibar"